# Madonna Medici (Lippi)

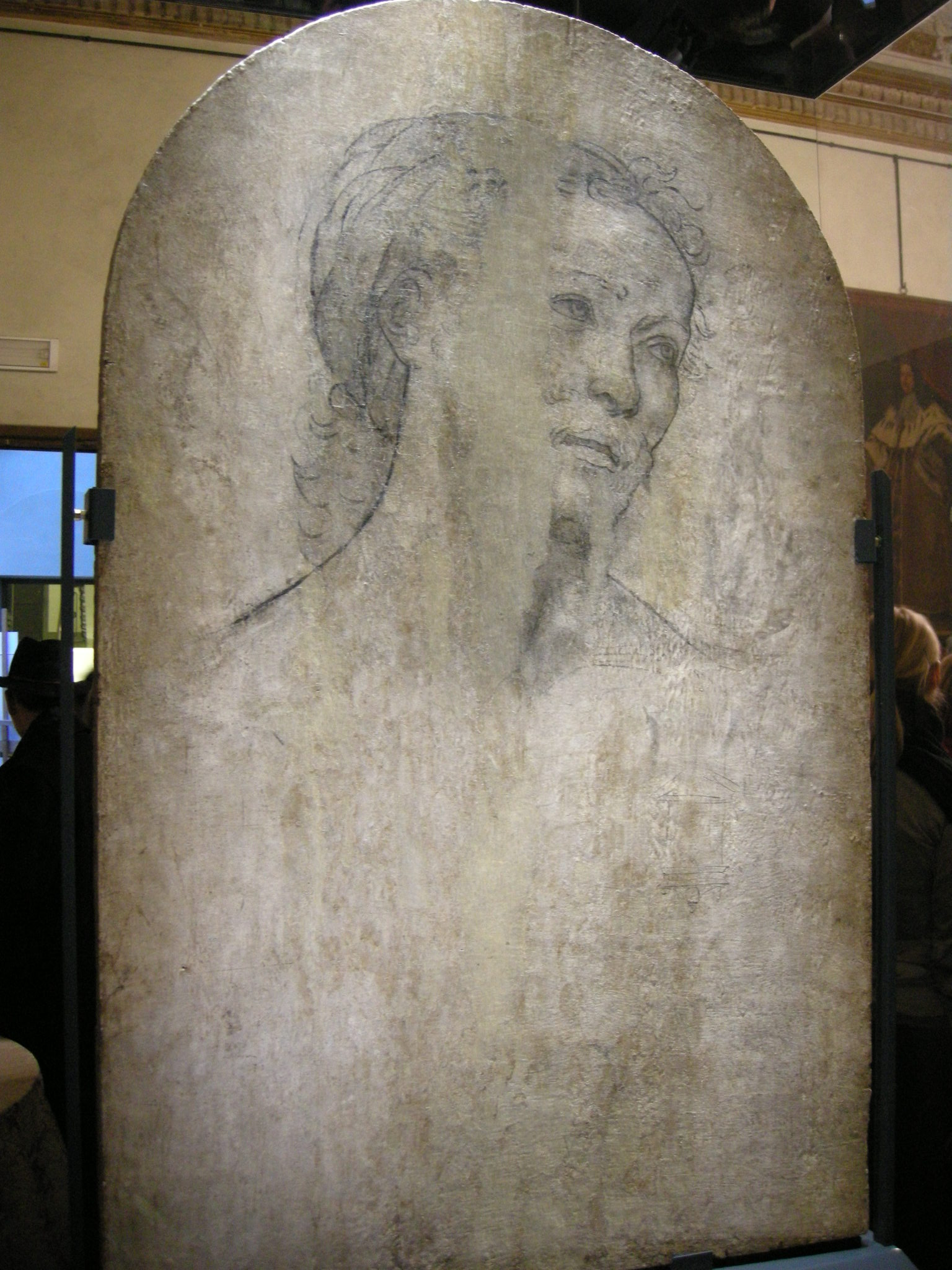
Dibuix posterior a la taula de la Madonna Medici

La Madonna Medici o Madonna del Palau Medici-Riccardi és una obra pictòrica, al tremp sobre taula (115x71 cm), de l'italià Filippo Lippi, que data de la seva última fase com a pintor artístic, és a dir, aproximadament entre el 1466 i el 1469, i es troba conservada al Palau Mèdici-Riccardi de Florència.

## Història
La pintura va ser descoberta per Giuseppe Poggi el 1907 dintre de l'hospital psiquiàtric de San Salvi a Florència. El que va donar com a possible origen de la villa de Castelpulci, que pertanyia als Riccardi, família que en 1655 havia adquirit el palau Mèdici. La hipòtesi tradicional és que la Madonna va formar part de l'equipament de l'edifici i va seguir els esdeveniments de la família Riccardi, per la qual cosa, després de l'entrada com a patrimoni públic va ser destinada al palau Mèdici, on es troba exposada al Saló del Triomf de les Arts del primer pis, a prop de la Galleria de Luca Giordano. L'obra va ser restaurada l'any 2001 per l'Opifici delle Pietre Dure.

## Descripció
La iconografia de la Madonna Medici es refereix als models ja àmpliament efectuats a les obres de Lippi -almenys des de 1436-, amb la Madonna de mig bust en un nínxol amb cúpula de petxina, amb l'Infant en els seus braços, en aquest cas es col·loca sobre una balustrada imitant marbre. L'estil, tanmateix, es refereix als finals de les seves obres, a prop de la pintura al fresc de la catedral de Spoleto, aquest s'identifica per regla general com una de les últimes obres pel pintor.
Les dimensions de la pintura de la Madonna Medici la converteixen en la més gran de les «Verges de mig bust» de Lippi. Els efectes de la llum, contorns elegants i la bellesa formal del tema va fer que fos molt admirat i copiat en el passat, en particular pel que fa a la composició de l'Infant de peu en una barana i l'actitud de tendresa que presenten la mare i el fill.
A la part posterior de la taula es troba l'esbós d'un cap masculí que, es creu, pot representar sant Jeroni i estudis més petits d'ulls i d'un tabernacle.